# Rajon Rondo
Rajon Pierre Rondo (* 22. Februar 1986 in Louisville, Kentucky) ist ein ehemaliger US-amerikanischer Basketballspieler. Er ist viermaliger NBA All-Star und konnte 2008 mit den Boston Celtics und 2020 mit den Los Angeles Lakers die Meisterschaft gewinnen.

## Karriere

### Werdegang
Rondo wuchs als eines von vier Kindern von Amber Rondo auf. Mit seinem Vater hatte er keinen Kontakt, da dieser die Familie verließ, als Rajon gerade einmal sieben Jahre alt war. Um ihre Familie zu ernähren, arbeitete seine Mutter in der dritten Schicht bei dem Hersteller von Tabakprodukten Philip Morris USA. Rajon Rondo spielte zunächst Football, bis ihn seine Mutter Richtung Basketball lenkte, da sie Angst hatte, er würde sich aufgrund seiner eher schmächtigen Statur beim Football verletzen. Rajon begann Basketball ernst zu nehmen und spielte für das Team der Louisville Eastern High School, in der er in seinem ersten Jahr bereits 27,9 Punkte, 10 Rebounds und 7,5 Assists pro Spiel für sich verbuchen konnte. In seinem zweiten Jahr wechselte er auf die Oak Hill Academy, auf der er den schulinternen Rekord für die meisten Assists in einer Saison brechen konnte. Außerdem erzielte er in einem einzigen Spiel 55 Punkte und in einem anderen Spiel 31 Assists. Rondo wurde 2004 zum McDonald’s All-American Team eingeladen und erzielte im dortigen All-Star Game 14 Punkte, 4 Rebounds und 4 Assists. Rajon Rondo führte seine Basketballkarriere zwei Jahre lang an der University of Kentucky fort, schaffte es jedoch nie unter die Final Four bei der NCAA Division I Basketball Championship. Er stellte allerdings einen schulinternen Rekord mit 87 Steals auf – die meisten Steals in einer Saison in der Geschichte der Universität.

### Boston Celtics (2006 bis 2014)

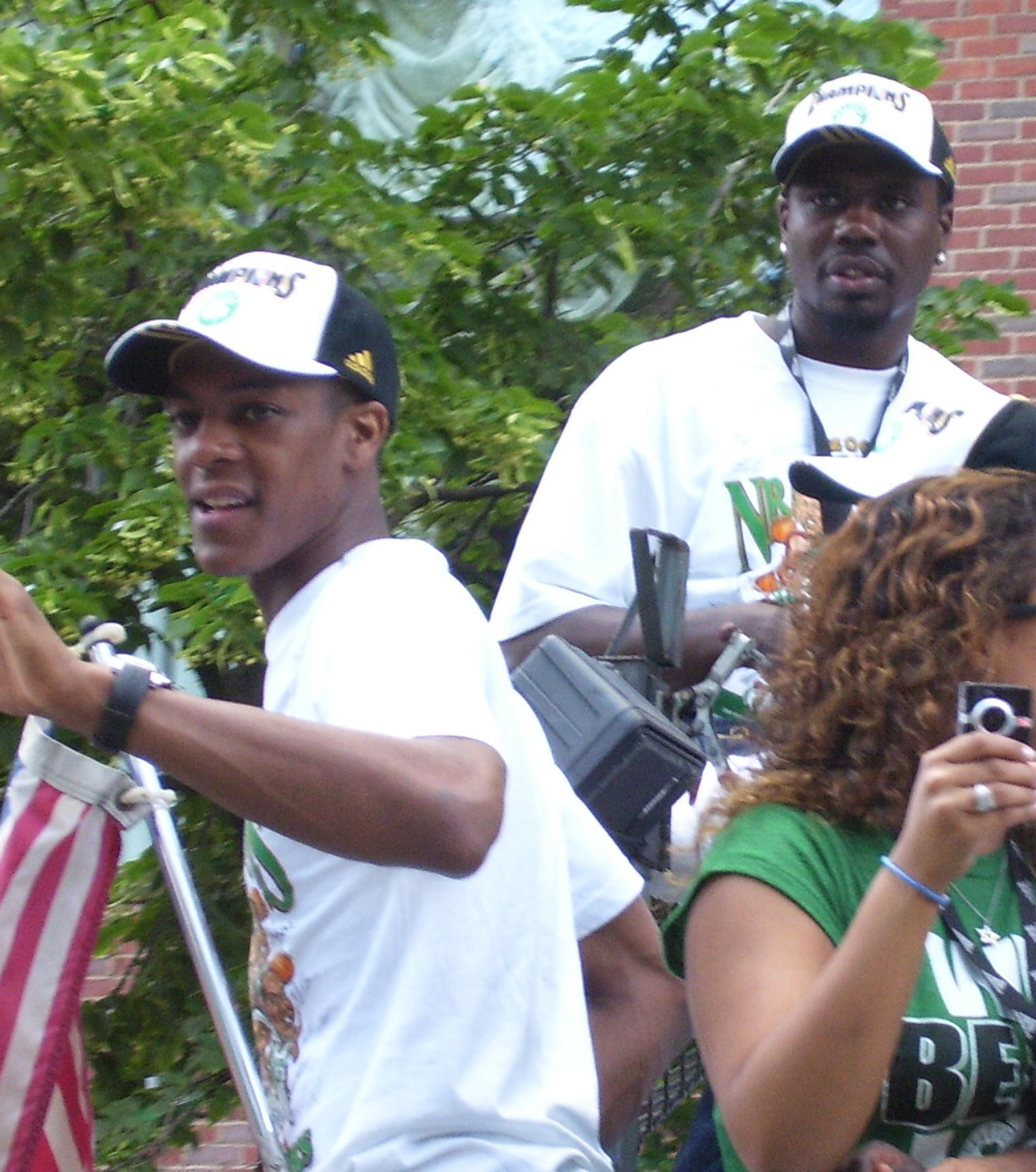
Rondo während der Meisterschaftsfeier der Celtics (2008)

2006 wurde Rondo als erster Point Guard in der NBA-Draft 2006 mit dem 21. Pick von den Phoenix Suns gedraftet und kurz darauf mit Brian Grant gegen einen Erstrundenpick an die Boston Celtics getauscht. Am 4. Juli 2006 unterschrieb er offiziell seinen Vertrag bei den Celtics. In seiner ersten Saison kam Rondo von der Bank und teilte sich die Spielminuten auf dem Feld mit Sebastian Telfairs und Delonte West. Bis zum Ende der Saison setzte er sich allerdings leicht durch und startete insgesamt in 25 Spielpartien. Da er keinen allzu guten Sprungwurf hatte, verließ er sich vermehrt auf seine Geschwindigkeit und sammelte seine Punkte über Layups oder so genannte Teardrops. Er wurde am Ende der Saison ins All-Rookie Second Team gewählt. Die Celtics schafften es mit ihren insgesamt 24 Siegen jedoch nicht in die NBA Playoffs.
Noch bevor die nächste Saison begann, gaben die Celtics sowohl Telfair als auch West per Trade ab, womit Rondos Rolle als Startspieler fixiert wurde. Mit den All-Stars Paul Pierce, Kevin Garnett und Ray Allen um sich wurde er schnell ein gefestigter, selbstsicherer Spieler. Als Belohnung wurde er als Sophomore in die T-Mobile Rookie Challenge gewählt. In seinen 77 Spielen in der regulären Saison erreichte er durchschnittlich 10,6 Punkten, 5,1 Assists und 4,2 Rebounds pro Spiel. Dank der Neuverpflichtungen der Superstars Garnett und Allen und der Leistungssteigerung der bereits vorhandenen Spieler schafften es die Celtics als erstplatziertes Team in der Eastern Conference in die NBA Playoffs. In seinem Playoffdebüt am 20. April 2008 gegen die Atlanta Hawks erzielte Rondo 15 Punkte, 9 Assists und 2 Steals. Die Celtics setzten sich gegen die Hawks, die Cavaliers und die Pistons durch und kamen somit in die NBA Finals. Nach sechs Spielen gegen die Los Angeles Lakers sicherten sich die Celtics die NBA-Meisterschaft. Der Coach der Lakers, Phil Jackson, nannte Rondo den „Star“ des sechsten und entscheidenden Spiels der Finalserie.
In seiner dritten NBA-Saison, 2008–09, stellten die Celtics einen NBA-Rekord für den besten Saisonstart auf und erzielten auch einen Vereinsrekord mit 19 Siegen in Folge. Rondo wurde weiterhin wegen seines unsicheren Sprungwurfes kritisiert. Sein erstes Triple-Double erzielte er in dieser Saison in einem Spiel gegen die Indiana Pacers mit 16 Punkten, 17 Assists und 13 Rebounds. Am 17. April 2009 wurde er der erste NBA-Spieler, der je einen Werbevertrag bei Red Bull unterschrieben hat. Obwohl die Celtics in dieser Saison verletzungsbedingt auf Kevin Garnett verzichten mussten, qualifizierten sie sich als zweitplatziertes Team in der Eastern Conference für die Playoffs. In einer spektakulären Erstrundenserie setzten sich die Celtics knapp gegen die Chicago Bulls durch, mussten sich jedoch daraufhin den Orlando Magic nach sieben Spielen geschlagen geben. Während der gesamten Playoffs erzielte Rondo fast ein Triple-Double im Schnitt: 16,9 Punkte, 9,8 Assists und 9,7 Rebounds.
Während der NBA-Saison 2009–10 erzielte Rondo Karrierebestleistungen bei Punkten (13,7), Assists (9,8) und Steals (2,3). Am 2. November 2009 unterzeichnete er einen 5-Jahres-Vertrag im Gesamtwert von $ 55 Millionen bei den Celtics. Er stellte in dieser Saison zwei neue Vereinsrekorde auf: die meisten Assists in einer Saison (794) und die meisten Steals in einer Saison (189). In den Playoffs setzten sich die Celtics in fünf Spielen gegen die Miami Heat durch. In der zweiten Runde zogen sie an den Cleveland Cavaliers vorbei, wobei Rondo erneut Rekorde ein- oder aufstellte: Im zweiten Spiel stellte er den Vereinsrekord für Assists in einem Playoff-Spiel ein (19) und im vierten Spiel erzielte er eine Playoff-Karrierebestleistung mit 29 Punkten und 18 Rebounds. Er hatte in diesem Spiel zusätzlich 13 Assists. In der dritten Runde setzten sich die Celtics gegen die Orlando Magic durch und standen erneut den Los Angeles Lakers in den NBA Finals gegenüber. Diesmal mussten sie sich dem Team aus Los Angeles jedoch nach sieben Spielen geschlagen geben.
Im August 2010 sollte Rondo zunächst mit der Basketballnationalmannschaft der Vereinigten Staaten an der Weltmeisterschaft teilnehmen, zog sich dann aber aus familiären Gründen zurück.
In der folgenden NBA-Saison 2010–11, erzielte Rondo am 29. Oktober 2010 ein weiteres Triple-Double mit 10 Punkten, 10 Rebounds und den seit 1996 nicht mehr erreichten 24 Assists in einem Heimspiel gegen die New York Knicks. Rondo fing die Saison sehr gut an und stellte einen neuen NBA-Rekord für die meisten in den ersten fünf Spielen der Saison erzielten Assists auf. Mit 82 Assists ließ er NBA-Legenden wie John Stockton und Magic Johnson hinter sich. Rondos Rekordjagd wurde Anfang Dezember durch kleinere Verletzungen und kurz darauf auch noch durch ein verstauchtes linkes Fußgelenk abgebremst. Die Pause dauerte sieben Spiele. Zwei Spiele nach seiner Rückkehr, am 5. Januar 2011 gegen die San Antonio Spurs, welches zu diesem Zeitpunkt ein Spitzenspiel zwischen Conference-Leadern war und zugunsten der Celtics 105-103 ausging, erzielte Rajon das elfte Triple-Double seiner Karriere mit 12 Punkten, 10 Rebounds und 23 Assists.

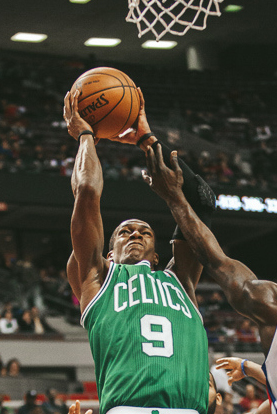
Rajon Rondo (2013)

Rondo startete die ersten drei Saisonspiele mit mindestens 10 Assists (13, 11, 12). Seit John Stockton 2001/02 (14, 11, 14) hatte das niemand mehr geschafft. In seinen letzten 24 Regular-Season-Spielen der Saison 2011/12 hat Rondo immer mindestens 10 Assists zugestellt. 13 weitere Spiele in Folge kamen in der Saison 2012/13 hinzu. Die Serie startete am 11. März 2012 bei den Lakers und endete am 28. November 2012 abrupt, als er nach einer Rangelei gegen die Brooklyn Nets disqualifiziert wurde. Saisonübergreifend endete Rondos Serie damit nach 37 Spielen beendet. Damit liegt er gemeinsam mit John Stockton (1988/89 – 1989/90) und hinter Magic Johnson mit 46 Spielen (1982/83 – 1983/84) auf Platz 2 der Bestenliste. In der Saison 2011/12 erreichte Rondo mit den Celtics die Conference Finals. Dort unterlagen sie dem späteren Meister Miami Heat in sieben Spielen.
Am 25. Januar 2013 zog sich Rondo im Spiel gegen die Atlanta Hawks einen Kreuzbandriss zu und fiel für den Rest der Saison aus.

### Dallas Mavericks (2014 bis 2015)
Am 19. Dezember 2014 wurde Rajon Rondo zusammen mit Dwight Powell zu den Dallas Mavericks getradet. Im Gegenzug erhielten die Boston Celtics Brandan Wright, Jameer Nelson und Jae Crowder sowie einen künftigen Erst- und einen Zweitrunden-Pick. Bei den Mavericks hatte Rondo mit einigen Anpassungsschwierigkeiten an das System von Headcoach Rick Carlisle zu kämpfen und konnte selten die in ihn gesetzten Erwartungen erfüllen. Bis Saisonende kam Rondo für Dallas im Schnitt auf 8,9 Punkte, 5,5 Rebounds und 7,9 Assists. Die Dallas Mavericks verzichteten nach Ablauf des Vertrages auf eine Verlängerung mit Rondo.

### Sacramento Kings (2015 bis 2016)
Anfang Juli 2015 unterzeichnete Rondo einen Vertrag über ein Jahr und 10 Millionen US-Dollar bei den Sacramento Kings. Im Dezember 2015 wurde er wegen homophober Beleidigung des Schiedsrichters Bill Kennedy für ein Spiel suspendiert. Sportlich lief es bei Rondo etwas besser. Er konnte sich zwar mit den Kings nicht für die Playoffs qualifizieren, führte jedoch die Liga in Vorlagen pro Spiel mit 11,7 an. Ihm gelangen zudem sechs Triple-Doubles für die Kings in dieser Saison, womit er einen Teamrekord aufstellte.

### Chicago Bulls (2016 bis 2017)
Nach Ablauf seines Vertrages gaben die Sacramento Kings bekannt, nicht weiter mit Rondo zu planen. Im Anschluss unterzeichnete Rondo einen Vertrag bis 2018 bei den Chicago Bulls, die sich zuvor von Derrick Rose via Trade getrennt hatten. Für die Bulls spielte Rondo in der regulären Spielzeit der Saison 2016/17 69 Spiele. Er erreichte in der Saison bei den Bulls durchschnittlich 7,8 Punkte, 6,7 Vorlagen und 5,1 Rebounds pro Spiel. Mit den Bulls erreichte Rondo die Playoffs, in der ersten Runde schied sein Team mit 2:4 gegen die Boston Celtics aus, nachdem Chicago in der Serie die ersten zwei Spiele gewinnen konnte. Rondo konnte das Ausscheiden in den Playoffs der Bulls nicht verhindern, weil er sich kurz vor dem Ende des zweiten Spiels verletzte und die restlichen Spiele verpasste. Nach der Saison trennten die Chicago Bulls sich von Rondo.

### New Orleans Pelicans (2017 bis 2018)

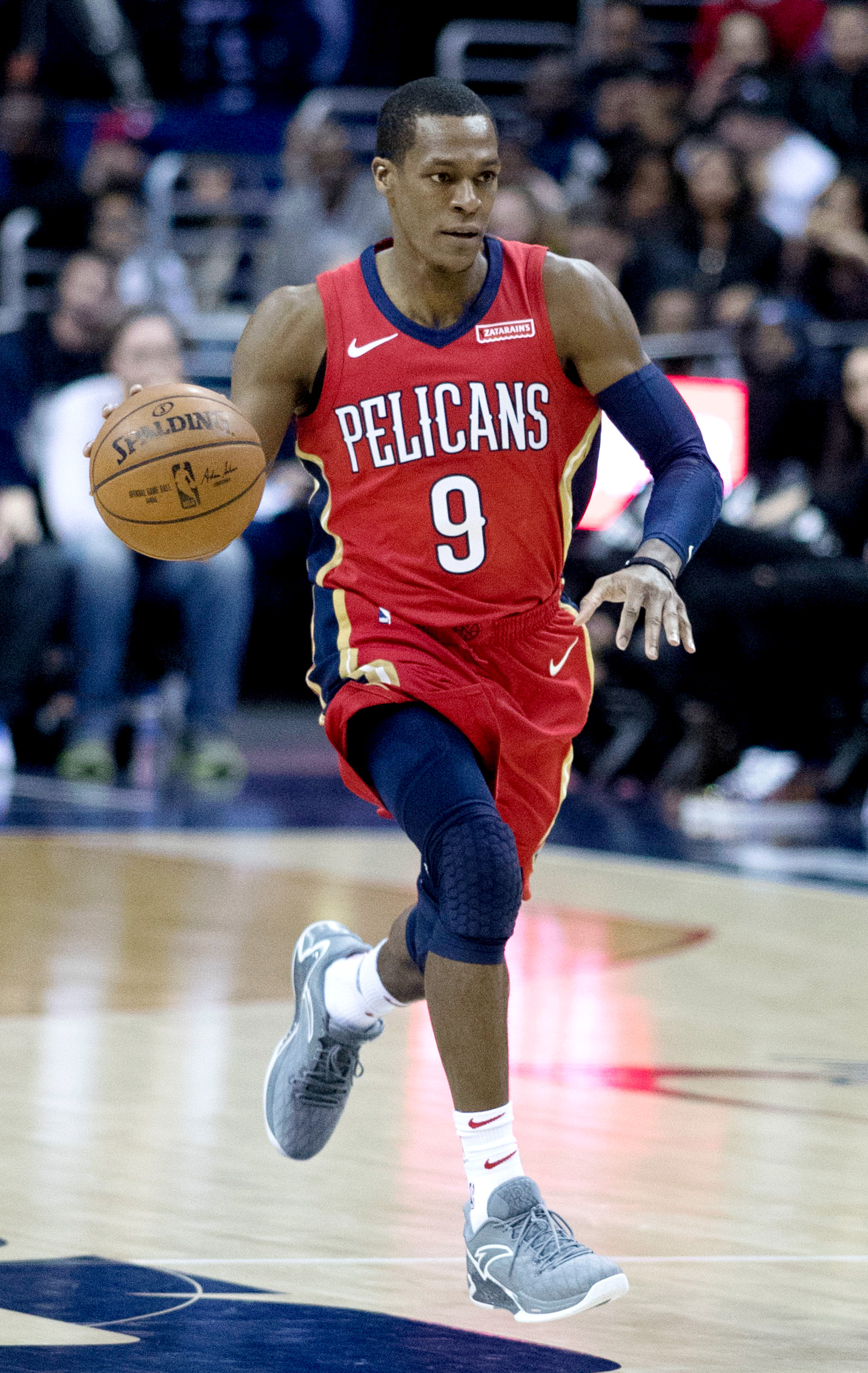
Rajon Rondo (2017)

Nachdem Rondo bei den Bulls entlassen worden war, fand er mit den New Orleans Pelicans ein neues Team. Er unterschrieb einen Einjahresvertrag. Am 27. Dezember 2017, verteilte Rondo 25 Assists gegen die Brooklyn Nets und stellte somit einen neuen Karrierebestwert auf und übertraf den vereinsinternen Rekord von Chris Paul (22 Assists).

### Los Angeles Lakers (2018 bis 2020)
Nachdem die Los Angeles Lakers LeBron James unter Vertrag nehmen konnten, unterschrieb auch Rondo einen Ein-Jahres-Vertrag bei den Lakers für 9 Millionen US-Dollar. Am 8. Juli 2019 unterschrieb Rondo eine Vertragsverlängerung.
Bei den Lakers lieferte sich Rondo mit Avery Bradley und Alex Caruso einen Dreikampf um Spielzeit auf der Point Guard-Position. Rondo verbuchte dabei deutlich mehr Assists als seine Konkurrenten. Der Routinier konnte seine Punkte- und Assistausbeute in den Playoffs gar leicht steigern und erreichte zum dritten Mal in seiner Karriere die NBA Finals. Dort gewann Rondo gegen die Miami Heat seinen zweiten NBA-Titel.

### Atlanta Hawks (2020 bis 2021)
Am 23. November 2020 wurde bekanntgegeben, dass Rondo einen Einjahresvertrag bei den Atlanta Hawks unterschrieben hat.

### Los Angeles Clippers (2021)
Am 25. März 2021 wurde Rondo in Austausch für Lou Williams an die Los Angeles Clippers abgegeben.
Bei den Clippers kam Rondo regelmäßig zum Einsatz und erreichte die Playoffs. Dort stieß Rondo mit seinem Team bis in die Conference Finals vor; seine Punkteausbeute sank verglichen mit der regulären Saison aber.

### Los Angeles Lakers (seit 2021)
Ende August 2021 kehrte er zu den Los Angeles Lakers zurück und unterschrieb dort einen Einjahresvertrag.

## Erfolge und Auszeichnungen
- NBA-Meisterschaft: 2008, 2020
- All-NBA Team:
  - Third Team: 2012
- NBA All-Defensive Team
  - 1st Team: 2010, 2011
  - 2nd Team: 2009, 2012
- NBA All-Rookie Team
  - 2nd Team: 2007
- 4× NBA All-Star: 2010, 2011, 2012, 2013
- Saisonführender der Liga in Assists: 2015/16
- Saisonführender der Liga in Assists pro Spiel: 2011/12, 2012/13, 2015/16
- Saisonführender der Liga in Steals: 2009/10
- Saisonführender der Liga in Steals pro Spiel: 2009/10
- Saisonführender der Liga in geschätzter Steal-Quote: 2006/07, 2009/10
- Saisonführender der Liga in Triple-Doubles: 2011/12, 2012/13

## NBA-Statistiken

### Reguläre Saison
| Saison  | Team                    | GP  | GS  | MPG  | FG % | 3P % | FT % | RPG | APG  | SPG | BPG | PPG  |
| ------- | ----------------------- | --- | --- | ---- | ---- | ---- | ---- | --- | ---- | --- | --- | ---- |
| 2006–07 | Boston                  | 78  | 25  | 23.5 | .418 | .207 | .647 | 3.7 | 3.8  | 1.6 | 0.1 | 6.4  |
| 2007–08 | Boston                  | 77  | 77  | 29.9 | .492 | .263 | .611 | 4.2 | 5.1  | 1.7 | 0.2 | 10.6 |
| 2008–09 | Boston                  | 80  | 80  | 33.0 | .505 | .313 | .642 | 5.2 | 8.2  | 1.9 | 0.1 | 11.9 |
| 2009–10 | Boston                  | 81  | 81  | 36.6 | .508 | .213 | .621 | 4.4 | 9.8  | 2.3 | 0.1 | 13.7 |
| 2010–11 | Boston                  | 68  | 68  | 37.2 | .475 | .233 | .568 | 4.4 | 11.2 | 2.3 | 0.2 | 10.6 |
| 2011–12 | Boston                  | 53  | 53  | 36.9 | .448 | .238 | .597 | 4.8 | 11.7 | 1.8 | 0.1 | 11.9 |
| 2012–13 | Boston                  | 38  | 38  | 37.4 | .484 | .240 | .645 | 5.6 | 11.1 | 1.8 | 0.2 | 13.7 |
| 2013–14 | Boston                  | 30  | 30  | 33.3 | .403 | .289 | .627 | 5.5 | 9.8  | 1.3 | 0.1 | 11.7 |
| 2014–15 | Boston / Dallas         | 68  | 68  | 29.7 | .426 | .314 | .397 | 5.5 | 7.9  | 1.3 | 0.1 | 8.9  |
| 2015–16 | Sacramento              | 72  | 72  | 35.2 | .454 | .365 | .580 | 6.0 | 11.7 | 2.0 | 0.1 | 11.9 |
| 2016–17 | Chicago                 | 69  | 42  | 26.7 | .408 | .376 | .600 | 5.1 | 6.7  | 1.4 | 0.2 | 7.8  |
| 2017–18 | New Orleans             | 65  | 63  | 26.2 | .468 | .333 | .543 | 4.0 | 8.2  | 1.1 | 0.2 | 8.3  |
| 2018–19 | L.A. Lakers             | 46  | 29  | 29.8 | .405 | .359 | .639 | 5.3 | 8.0  | 1.2 | 0.2 | 9.2  |
| 2019–20 | L.A. Lakers             | 48  | 3   | 20.5 | .418 | .328 | .659 | 3.0 | 5.0  | 0.8 | 0.0 | 7.1  |
| 2020–21 | Atlanta / L.A. Clippers | 45  | 3   | 17.1 | .442 | .404 | .941 | 2.4 | 4.4  | 0.8 | 0.1 | 5.4  |
| Gesamt  | Gesamt                  | 918 | 732 | 30.4 | .458 | .323 | .609 | 4.6 | 8.1  | 1.6 | 0.1 | 10.0 |

### Play-offs
| Saison  | Team        | GP  | GS  | MPG  | FG % | 3P % | FT % | RPG | APG  | SPG | BPG | PPG  |
| ------- | ----------- | --- | --- | ---- | ---- | ---- | ---- | --- | ---- | --- | --- | ---- |
| 2007–08 | Boston      | 26  | 26  | 32.0 | .407 | .250 | .691 | 4.1 | 6.6  | 1.7 | 0.3 | 10.2 |
| 2008–09 | Boston      | 14  | 14  | 41.2 | .417 | .250 | .657 | 9.7 | 9.8  | 2.5 | 0.2 | 16.9 |
| 2009–10 | Boston      | 24  | 24  | 40.6 | .463 | .375 | .596 | 5.6 | 9.3  | 1.9 | 0.1 | 15.8 |
| 2010–11 | Boston      | 9   | 9   | 38.3 | .477 | .000 | .632 | 5.4 | 9.6  | 1.1 | 0.0 | 14.0 |
| 2011–12 | Boston      | 19  | 19  | 42.6 | .468 | .267 | .696 | 6.7 | 11.9 | 2.4 | 0.1 | 17.3 |
| 2014–15 | Dallas      | 2   | 2   | 18.6 | .450 | .500 | .000 | 1.0 | 3.0  | 0.0 | 0.0 | 9.5  |
| 2016–17 | Chicago     | 2   | 2   | 33.7 | .423 | .000 | .500 | 8.5 | 10.0 | 3.5 | 0.5 | 11.5 |
| 2017–18 | New Orleans | 9   | 9   | 33.6 | .413 | .421 | .643 | 7.6 | 12.2 | 1.4 | 0.2 | 10.3 |
| 2019–20 | L.A. Lakers | 16  | 0   | 24.7 | .455 | .400 | .684 | 4.3 | 6.6  | 1.4 | 0.1 | 8.9  |
| Gesamt  | Gesamt      | 121 | 105 | 35.9 | .444 | .320 | .648 | 5.9 | 9.0  | 1.8 | 0.2 | 13.3 |